# Бенаменил
Бенаменил (фр. Bénaménil) насеље је и општина у североисточној Француској у региону Лорена, у департману Мерт и Мозел која припада префектури Линевил.
По подацима из 2011. године у општини је живело 552 становника, а густина насељености је износила 58,85 становника/km². Општина се простире на површини од 9,38 km². Налази се на средњој надморској висини од 234 метара (максималној 313 m, а минималној 232 m).

## Демографија
| 1962. | 1968. | 1975. | 1982. | 1990. | 1999. | 2011. |
| ----- | ----- | ----- | ----- | ----- | ----- | ----- |
| 350   | 382   | 397   | 438   | 527   | 498   | 552   |

График промене броја становника у току последњих година